# Ovojnični glikoprotein gp120
Ovojnični glikoprotein gp120 ali samo gp120 je glikoprotein, ki se nahaja na površini virusne ovojnice virusa HIV. Številka v imenu izhaja iz njegove molekulske mase, ki znaša 120 kilodaltonov. Ima ključno vlogo pri vstopu v gostiteljevo celico, saj prepozna receptorje CD4 na njeni površini; ti receptorji se nahajajo zlasti na površini celic pomagalk.
Glikoprotein gp120 je vezan na virusno ovojnico preko nekovalentne vezi na transmembranski glikoprotein gp41. Na receptor CD4 se veže zlasti preko elektrostatskih vezi, sodelujejo pa tudi van der Waalsove sile in vodikove vezi.

## Vstop virusa HIV v celico
V začetnih stopnjah okužbe celice z virusom HIV se ovojnični glikoprotein gp120 veže na celični receptor CD4; pri tem je pomembna tudi interakcija virusa s koreceptorjem CCR5 ali CCXR4.

## Tarča za cepiva
Ker je vezava virusa na receptor CD4 eden od najprej prepoznanih korakov okužbe, je bil gp120 med prvimi tarčami ra razvoj cepiva proti HIV-u. Oviro so predstavljale kemijske in strukturne lastnosti gp120, ki otežujejo vezavo protitelesa nanj. Glikoprotein gp120 lahko zaradi šibke vezave na gp41 tudi zlahka zapusti virusno površino in se v okolici ulovi na celice pomagalke. Prepoznali so ohranjajočo regijo glikoproteina gp120, ki je vključena v metastabilno vezavo gp120 na CD4, in dosegli ciljno vezavo široko nevtralizirajočega protitelesa b12 na to regijo.
Na 17. Mednarodni konferenci o AIDSU leta 2008 so predstavili novo možnost razvoja cepiva na osnovi hidrolize oziroma cepitve gp120, ki bi preprečila njegovo vezavo na limfocite. Gre za protitelesa IgA, ki so sicer prisotni v krvi vseh posameznikov, a so glede njihove vloge pri preprečevanju okužbe s HIV-om nanje postali pozorni zaradi odkritja, da so bolniki z eritematoznim lupusom, ki imajo nenormalno povišane vrednosti IgA, nepričakovano v veliki meri odporni proti okužbi s HIV-om. Raziskovalci so potrdili, da prečiščen IgA iz krvna krvne plazme in sline HIV-seronegativnih posameznikov cepi gp120 veliko učinkovitejše kot IgG, ki je sicer prisoten v krvi v večji količini. To nakazuje, da bi morda lahko bil IgA v velikih odmerkih učinkovito sredstvo pri že okuženih bolnikih. Naslednja stopnja je odkritje cepiva, ki bi spodbudilo telo k povečani proizvodnji IgA.

## Demenca pri okužbi s HIV
Virus HIV lahko vstopi v osrednje živčevje že kmalu po okužbi preko okuženih monocitov/makrofagov. V osrednjem živčevju se lahko gp120 nahaja na površini virusa ali celic, v katerih se razmnožuje (monociti/makrofagi, mikroglija) ter se sprošča iz njihove površine v okolico. Ovojnični glikoprotein gp120 lahko uničuje nevrone posredno ali neposredno. Eden od neposrednih načinov je aktivacija monocitov/makrofagov ali celic mikroglije s pomočjo gp120, kar sproži sproščanje citokinov, zlasti TNF-α in IL-1β, ki delujeta škodljivo na živčne celice zaradi prekomerne stimulacije njihovih receptorjev NMDA. TNF-α nadalje sodeluje tudi z nekaterimi drugimi provnetnimi mediatorji, ki izkazujejo nevrotoksične učinke. Tako TNF-α kot IL-1β lahko povečata prepustnost krvno-možganske pregrade, kar omogoči nadaljnjo vstopanje okuženih monocitov v možgane.